# Dragons of Autumn Twilight
Dragons of Autumn Twilight (cu sensul de Dragonii Amurgului de toamnă) este un roman fantasy scris de Margaret Weis și Tracy Hickman, bazat pe un modul de joc Dungeons & Dragons (D&D). Publicat în noiembrie 1984, Dragons of Autumn Twilight este primul roman din seria Dragonlance și primul din trilogia Chronicles, care, împreună cu trilogia Dragonlance Legends, sunt în general considerate ca romanele de bază ale lumii Dragonlance.
Roman introduce mai multe dintre personajele care fac obiectul unor alte viitoare romane și nuvele.

## Universul Dragonlance
Romanele au loc în lumea fantastică Krynn, creată special pentru modul de joc. Lumea se închină încă o dată la Zeii Adevărați (True Gods), un panteon unic din saga Dragonlance. Cu timpul s-a ajuns în situația ca populația să creadă că Zeii Adevărați au abandonat lumea și pe cei din ea. Lumea abia începe să-și revină după pierderea Zeilor Adevărați când un grup nou a apărut în încercarea de a-i înlocui pe Zeii Adevărați. Grupul se numește Căutătorii (Seekers). Romanele se concentrează mai ales asupra continentului Ansalon și asupra personajelor Tanis Half-Elven, Sturm Brightblade, Caramon Majere, Raistlin Majere, Flint Fireforge și Tasslehoff Burrfoot.